# Elis Johansson
Elis Johansson (ur. 29 sierpnia 1897, zm. 10 grudnia 1956) – szwedzki lekkoatleta.

## Kariera
Na Letnich Igrzyskach Olimpijskich 1920 odpadł w eliminacjach biegu na 800 metrów, w tej fazie zajął on 5. miejsce w grupie.